# Clinocera multiseta
Clinocera multiseta är en tvåvingeart som först beskrevs av Gabriel Strobl 1893.  Clinocera multiseta ingår i släktet Clinocera och familjen dansflugor. Inga underarter finns listade i Catalogue of Life.